# Hemnes kommun
Hemnes kommun (norska: Hemnes kommune) är en kommun i landskapet Helgeland i Nordland fylke i norra Norge. Kommunens centralort är tätorten Korgen. 

## Administrativ historik
Hemnes kommun bildades på 1830-talet, samtidigt med flertalet andra norska kommuner.
Kommunen delades första gången 1918 då Korgens kommun bildades. Ett område med fyra invånare överfördes 1919 till Nesna kommun. Kommunen delades andra gången 1929 då Elsfjords och Sør-Rana kommuner bildades.
1964 slogs Korgens och Hemnes kommuner ihop igen. Samtidigt överfördes ett område med 168 invånare från Hattfjelldals kommun och området söder om Ranfjorden med 934 invånare överfördes från Sør-Rana kommun.

## Tätorter
I Hemnes kommun finns tre tätorter:
- Bjerka
- Hemnesberget
- Korgen (centralort)

Orten Finneidfjord har tidigare räknats som en tätort men uppfyller inte längre kriterierna.

## Socknar
Inom Norska kyrkan är Hemnes kommun indelad i tre socknar:
- Bleikvassli socken
- Hemnes socken
- Korgens socken

Socknarna ingår i Indre Helgelands prosteri i Sør-Hålogalands stift.